# لوران لروی
لوران لروی (انگلیسی: Laurent Leroy؛ زادهٔ ۱۶ آوریل ۱۹۷۶) بازیکن فوتبال اهل فرانسه است.
از باشگاه‌هایی که در آن بازی کرده‌است می‌توان به باشگاه فوتبال والنسین، باشگاه فوتبال سروت ۱۸۹۰، باشگاه فوتبال کن، باشگاه فوتبال پاری سن ژرمن، باشگاه فوتبال بوردو، باشگاه فوتبال تروا، و باشگاه فوتبال شانگهای گرینلند شنهوآ اشاره کرد.